# Il diario di Jack
Il diario di Jack (Man About Town) è un film del 2006 scritto e diretto da Mike Binder con protagonista Ben Affleck.
Negli Stati Uniti il film è uscito direttamente per il mercato home video, mentre nelle sale italiane è stato distribuito il 4 luglio 2008.

## Trama
La vita dorata dell'agente hollywoodiano Jack Giamoro cambia all'improvviso quando scopre che la bellissima moglie Nina lo ha tradito con uno dei suoi assistiti, e che Barbi Ling, una giornalista senza scrupoli, cerca di rovinargli la carriera screditandolo, minacciando di rendere pubblico il suo diario.